# L'Orée-d'Écouves
L'Orée-d'Écouves é uma comuna francesa na região administrativa da Normandia, no departamento de Orne. Estende-se por uma área de 44.45 km². Em 2010 a comuna tinha 773 habitantes (densidade: 17,4 hab./km²).
Foi criada em 1 de janeiro de 2019, a partir da fusão das antigas comunas de Livaie (sede da comuna), Fontenai-les-Louvets, Longuenoë e Saint-Didier-sous-Écouves.